# Crugmeer
Crugmeer – osada w Anglii, w Kornwalii. Leży 63 km na północny wschód od miasta Penzance i 355 km na zachód od Londynu.